# 尼古拉·弗兰科维奇
尼古拉·弗兰科维奇（1982年11月9日—），克罗地亚前男子水球运动员。他曾代表克罗地亚国家队参加2004年夏季奥林匹克运动会水球比赛，获得第10名。